# Torna a sorridere
Torna a sorridere è l'ottavo album in studio del cantante pop italiano Riccardo Fogli, pubblicato nel 1984 dalla Paradiso.

## Tracce
1. Quando nascerò di nuovo – 3:36 (Maurizio Fabrizio e Vincenzo Spampinato)
2. Diapositive – 3:38 (Maurizio Fabrizio e Vincenzo Spampinato)
3. Uccideremo il chiar di luna – 3:07 (Maurizio Fabrizio e Vincenzo Spampinato)
4. Domani lo farò – 3:26 (Laurex e Vincenzo Spampinato)
5. Scale – 2:48 (Maurizio Fabrizio e Vincenzo Spampinato)
6. Torna a sorridere – 3:34 (Maurizio Fabrizio e Vincenzo Spampinato)
7. In questo Novecento – 4:10 (Maurizio Fabrizio e Vincenzo Spampinato)
8. Cavalieri a dondolo – 4:10 (Maurizio Fabrizio e Vincenzo Spampinato)
9. Il giornale di domani – 3:04 (Laurex e Vincenzo Spampinato)
10. È meglio se amore non diventerà – 4:42 (Maurizio Fabrizio e Vincenzo Spampinato)

Durata totale: 36:15